# Skurkarnas skurk

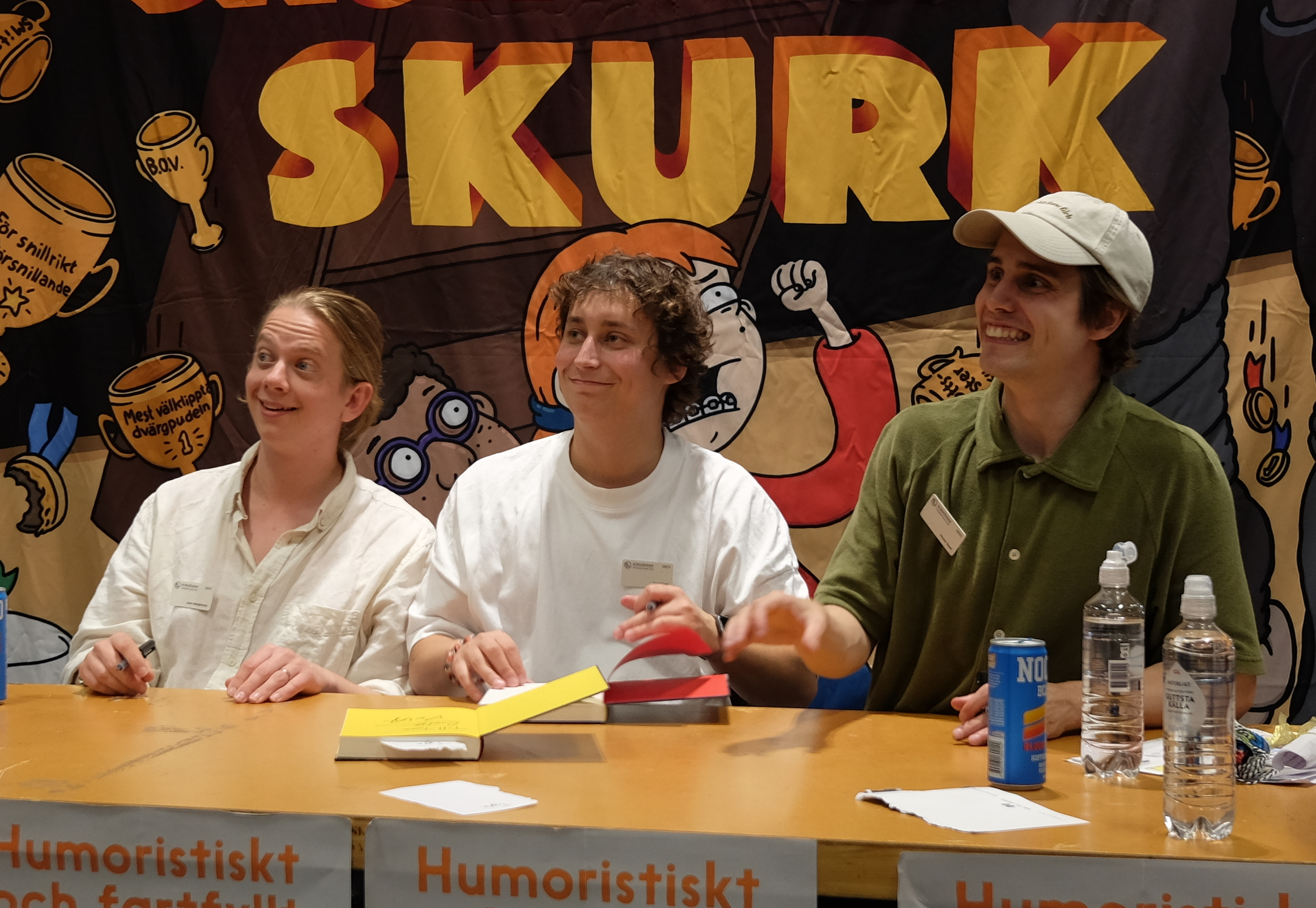
Författarna signerar Skurkarnas skurk på bokmässan i Göteborg 2023.
Från vänster: Joel Adolphson, Emil Ejdemo Beer och Victor Beer

Skurkarnas skurk är en svensk barnbokstrilogi skriven av humortrion IJustWantToBeCool och illustrerad av Kalle Landegren. Den första boken i serien Skurkskolan utgavs 2022 och har följts upp av Förrädaren 2023 och Hjältus tårar 2024. Böckerna har också givits ut som ljudböcker på Storytel.
Skurkskolan toppade listan över de mest sålda barnböckerna i Sverige 2022 och Förrädaren blev den mest lyssnade ljudboken under sommaren 2023 på Storytel. Hjältus tårar blev den mest sålda boken under mars månad 2024.
Böckerna har sålts i över 300 000 exemplar.
29 oktober 2024 avslöjades det att Strive Stories i samarbete med SF Studios och SVT kommer filmatisera böckerna. Filmen kommer att regisseras av Alain Darborg efter ett manus av Jessika Jankert.

## Handling
Böckerna handlar om tolvåriga Stephanie som trots att hon tycker superhjältar är töntiga tar inträdesprovet till Superhjälteskolan. Väl där upptäcker hon att hon hellre vill gå på Skurkskolan.

## Böcker
- 2022 – Skurkskolan
- 2023 – Förrädaren
- 2024 – Hjältus tårar

## Filmer
- 2026 – Skurkarnas skurk

## Utmärkelser
- Skurkskolan vann pris för bästa barnbok på Storytel Awards – Stora Ljudbokspriset 2023.[8]
- Förrädaren vann pris för bästa barnbok på Storytel Awards – Stora Ljudbokspriset 2024.[9]
- Hjältus tårar vann pris för bästa barnbok på Storytel Awards – Stora Ljudbokspriset 2025.[10]

## I andra medier
Ett brädspel släpptes under 2024 och var det femte mest sålda brädspelet på Adlibris under 2024.